# 零利率
零利率政策（簡稱零利率）是一个宏观经济学概念，是一國的中央銀行利用貨幣政策將利率設定為趨近或等於零的情況。零利率政策被認為是一種非常規的貨幣政策工具，其出現可能与一國政府由於本國经济增长缓慢、通货紧缩和去杠杆化而推行量化寬鬆政策有关。
当代日本、2008年12月至2015年12月的美国，以及从2020年3月15日起的美國都是零利率的案例。由于2019冠状病毒病疫情持续和经济疲软，美联储将联邦基金利率下调至接近零。